# Merle Kivimets
Merle Kivimets (ur. 21 lipca 1974 w Kose-Uuemõisa) – estońska lekkoatletka, tyczkarka.
Pięciokrotna mistrzyni Estonii w skoku o tyczce (hala – 1997, 1998 i 2001; stadion – 1998 i 2000), w 1996 zdobyła złoty medal mistrzostw kraju w sztafecie 4 × 100 metrów. Kivimets sięgała także po medale mistrzostw Estonii w sztafecie 4 × 400 metrów, siedmioboju i skoku w dal. 
Wielokrotna rekordzistka kraju w skoku o tyczce.